# La montagna dell'amore
La montagna dell'amore (Der heilige Berg) è un film muto del 1926 diretto da Arnold Fanck.

## Trama
Due amici si innamorano della ballerina Diotima: durante una salita in montagna si mettono a litigare e l'uomo più giovane cade su una sporgenza. L'uomo più anziano riesce a malapena a trattenerlo ma non a tirarlo su. Una tormenta fa la sua comparsa e l'uomo più anziano si vede in un'allucinazione insieme a Diotima, davanti ad un altare in un mondo di ghiaccio. Vuole avvicinarsi a lei, ma nel processo, in realtà, conduce se stesso e il suo amico verso la morte. La squadra di soccorso organizzata da Diotima arriva troppo tardi.

## Produzione
Il film, prodotto dalla Universum-Film AG (UFA) (Berlin) - fu girato in esterni sulle Alpi Svizzere e, per gli interni, negli studi di Staaken di Berlino nell'ottobre 1925.

## Distribuzione
Nel 2001 è stata realizzata (ARD/ARTE) una versione restaurata, a partire da una copia colorata proveniente dal Bundesarchiv-Filmarchiv di Berlino e da una copia in bianco e nero della Cineteca Italiana di Milano, in collaborazione con la Fondazione Friedrich Wilhelm Murnau.